# Spitz Dezső
Spitz Dezső (Budapest, 1885 – 20. század) magyar labdarúgó, nemzeti játékvezető.

## Pályafutása
A 33 FC labdarúgójaként a 2. labdarúgó-bajnokság bronzérmese, a 3. labdarúgó-bajnokság 5. helyezettje.
| Időpont            | Helyszín                           | Mérkőzés típusa          | Mérkőzés           | Eredmény | Nézők száma |
| ------------------ | ---------------------------------- | ------------------------ | ------------------ | -------- | ----------- |
| 1903. március 22.  | Margitszigeti Sportpálya, Budapest | első NB I-es mérkőzése   | Postás SE–33 FC    | 2 – 2    | 3500        |
| 1903. november 29. | Margitszigeti Sportpálya, Budapest | utolsó NB I-es mérkőzése | 33 FC–Budapesti TC | 2 – 2    | 2400        |

Gyakorlata valamint szabályismerete alapján vizsga nélkül, szükségből lett játékvezető. Az alakuló klubtalálkozókon, bemutató mérkőzéseken tevékenykedett. Az Magyar Labdarúgó-szövetség tanácsa határozata alapján hivatalos mérkőzéseket csak az vezethet, aki a Bíróvizsgáló Bizottság (BB) előtt elméleti és gyakorlati vizsgát tett. Az MLSZ BB javaslatára NB II-es bíró. Küldési gyakorlat szerint rendszeres partbírói szolgálatot is végzett. 1908–1914 között a futballbíráskodás legjobb játékvezetői között tartják nyilván.

## Külső hivatkozások
- Spitz Dezső játékvezetői adatlapja a Nemzeti Labdarúgó Archívum oldalán